# José Ragonessi
José Carlos Ragonessi Guzmán, nacido el 11 de diciembre de 1984  es un ciclista de ruta ecuatoriano miembro del equipo Movistar Team Ecuador. 

## Palmarés
| 2006 - 1 etapa de la Vuelta al Ecuador 2007 - 3º en el Campeonato de Ecuador en Ruta 2009 - 2º en el Campeonato de Ecuador Contrarreloj 2010 - Campeonato de Ecuador en Ruta - 2º en el Campeonato de Ecuador Contrarreloj | 2011 - Campeonato de Ecuador Contrarreloj - 2º en el Campeonato de Ecuador en Ruta 2014 - Campeonato de Ecuador Contrarreloj 2015 - Campeonato de Ecuador en Ruta |

## Equipos
- RPM Ecuador (amateur, 2013)
- Movistar Team Ecuador (2014-2019)